# 8. etape af Giro d'Italia 2024
8. etape af Giro d'Italia 2024 var en 152 km lang bjergetape med en samlet stigning på 3.850 m. Den blev kørt den 11. maj 2024 med start i Spoleto og mål i Prati di Tivo.

## Resultater

### Etaperesultat
| \| Etaperesultat \| Etaperesultat \| Etaperesultat \| Etaperesultat \| Etaperesultat \| \| Rytter \| Rytter \| Hold \| Tid \| \| \| ------------- \| ----------------- \| -------------------------- \| ------------- \| ------------- \| \| 1. \| Tadej Pogačar \| UAE Team Emirates \| 4t 02' 16" \| \| \| 2. \| Daniel Martínez \| Bora-Hansgrohe \| + 0" \| \| \| 3. \| Ben O'Connor \| Decathlon-AG2R La Mondiale \| + 0" \| \| \| 4. \| Antonio Tiberi \| Bahrain Victorious \| + 2" \| \| \| 5. \| Geraint Thomas \| Ineos Grenadiers \| + 2" \| \| \| 6. \| Einer Rubio \| Movistar Team \| + 2" \| \| \| 7. \| Cian Uijtdebroeks \| Team Visma \\| Lease a Bike \| + 2" \| \| \| 8. \| Thymen Arensman \| Ineos Grenadiers \| + 11" \| \| \| 9. \| Michael Storer \| Tudor Pro Cycling Team \| + 13" \| \| \| 10. \| Alex Baudin \| Decathlon-AG2R La Mondiale \| + 21" \| \| |                   |                            |            |
| |                   |                            |            |
| Kilder: ProCyclingStats Cycling Quotient |                   |                            |            |
| Etaperesultat |                   |                            |            |
| Rytter | Rytter            | Hold                       | Tid        |
| 1. | Tadej Pogačar     | UAE Team Emirates          | 4t 02' 16" |
| 2. | Daniel Martínez   | Bora-Hansgrohe             | + 0"       |
| 3. | Ben O'Connor      | Decathlon-AG2R La Mondiale | + 0"       |
| 4. | Antonio Tiberi    | Bahrain Victorious         | + 2"       |
| 5. | Geraint Thomas    | Ineos Grenadiers           | + 2"       |
| 6. | Einer Rubio       | Movistar Team              | + 2"       |
| 7. | Cian Uijtdebroeks | Team Visma \| Lease a Bike | + 2"       |
| 8. | Thymen Arensman   | Ineos Grenadiers           | + 11"      |
| 9. | Michael Storer    | Tudor Pro Cycling Team     | + 13"      |
| 10. | Alex Baudin       | Decathlon-AG2R La Mondiale | + 21"      |

### Klassement efter etapen
| \| Samlede stilling \| Samlede stilling \| Samlede stilling \| Samlede stilling \| Samlede stilling \| \| Rytter \| Rytter \| Hold \| Tid \| \| \| ---------------- \| ----------------- \| -------------------------- \| ---------------- \| ---------------- \| \| 1. \| Tadej Pogačar \| UAE Team Emirates \| 28t 14' 42" \| \| \| 2. \| Daniel Martínez \| Bora-Hansgrohe \| + 2' 40" \| \| \| 3. \| Geraint Thomas \| Ineos Grenadiers \| + 2' 58" \| \| \| 4. \| Ben O'Connor \| Decathlon-AG2R La Mondiale \| + 3' 39" \| \| \| 5. \| Cian Uijtdebroeks \| Team Visma \\| Lease a Bike \| + 4' 02" \| \| \| 6. \| Antonio Tiberi \| Bahrain Victorious \| + 4' 23" \| \| \| 7. \| Lorenzo Fortunato \| Astana Qazaqstan Team \| + 5' 15" \| \| \| 8. \| Einer Rubio \| Movistar Team \| + 5' 28" \| \| \| 9. \| Thymen Arensman \| Ineos Grenadiers \| + 5' 30" \| \| \| 10. \| Jan Hirt \| Soudal Quick-Step \| + 5' 53" \| \| |                   |                            |             |
| |                   |                            |             |
| Kilder: ProCyclingStats Cycling Quotient |                   |                            |             |
| Samlede stilling |                   |                            |             |
| Rytter | Rytter            | Hold                       | Tid         |
| 1. | Tadej Pogačar     | UAE Team Emirates          | 28t 14' 42" |
| 2. | Daniel Martínez   | Bora-Hansgrohe             | + 2' 40"    |
| 3. | Geraint Thomas    | Ineos Grenadiers           | + 2' 58"    |
| 4. | Ben O'Connor      | Decathlon-AG2R La Mondiale | + 3' 39"    |
| 5. | Cian Uijtdebroeks | Team Visma \| Lease a Bike | + 4' 02"    |
| 6. | Antonio Tiberi    | Bahrain Victorious         | + 4' 23"    |
| 7. | Lorenzo Fortunato | Astana Qazaqstan Team      | + 5' 15"    |
| 8. | Einer Rubio       | Movistar Team              | + 5' 28"    |
| 9. | Thymen Arensman   | Ineos Grenadiers           | + 5' 30"    |
| 10. | Jan Hirt          | Soudal Quick-Step          | + 5' 53"    |

#### Pointkonkurrencen
| Pointkonkurrence | Pointkonkurrence | Pointkonkurrence              | Pointkonkurrence | Pointkonkurrence |
| Rytter           | Rytter           | Hold                          | Point            |                  |
| ---------------- | ---------------- | ----------------------------- | ---------------- | ---------------- |
| 1.               | Jonathan Milan   | Lidl-Trek                     | 134 point        |                  |
| 2.               | Kaden Groves     | Alpecin-Deceuninck            | 97 point         |                  |
| 3.               | Tim Merlier      | Soudal Quick-Step             | 89 point         |                  |
| 4.               | Olav Kooij       | Team Visma \| Lease a Bike    | 61 point         |                  |
| 5.               | Tadej Pogačar    | UAE Team Emirates             | 57 point         |                  |
| 6.               | Benjamin Thomas  | Cofidis                       | 56 point         |                  |
| 7.               | Filippo Fiorelli | VF Group-Bardiani CSF-Faizanè | 54 point         |                  |
| 8.               | Andrea Pietrobon | Team Polti Kometa             | 48 point         |                  |
| 9.               | Jhonatan Narváez | Ineos Grenadiers              | 40 point         |                  |
| 10.              | Michael Valgren  | EF Education-EasyPost         | 40 point         |                  |

#### Bjergkonkurrencen
| Bjergkonkurrence | Bjergkonkurrence        | Bjergkonkurrence              | Bjergkonkurrence | Bjergkonkurrence |
| Rytter           | Rytter                  | Hold                          | Point            |                  |
| ---------------- | ----------------------- | ----------------------------- | ---------------- | ---------------- |
| 1.               | Tadej Pogačar           | UAE Team Emirates             | 104 point        |                  |
| 2.               | Daniel Martínez         | Bora-Hansgrohe                | 52 point         |                  |
| 3.               | Simon Geschke           | Cofidis                       | 36 point         |                  |
| 4.               | Lilian Calmejane        | Intermarché-Wanty             | 32 point         |                  |
| 5.               | Geraint Thomas          | Ineos Grenadiers              | 22 point         |                  |
| 6.               | Andrea Piccolo          | EF Education-EasyPost         | 18 point         |                  |
| 7.               | Ben O'Connor            | Decathlon-AG2R La Mondiale    | 17 point         |                  |
| 8.               | Georg Steinhauser       | EF Education-EasyPost         | 12 point         |                  |
| 9.               | Amanuel Ghebreigzabhier | Lidl-Trek                     | 11 point         |                  |
| 10.              | Filippo Fiorelli        | VF Group-Bardiani CSF-Faizanè | 10 point         |                  |

#### Ungdomskonkurrencen
| Ungdomskonkurrence | Ungdomskonkurrence     | Ungdomskonkurrence         | Ungdomskonkurrence | Ungdomskonkurrence |
| Rytter             | Rytter                 | Hold                       | Tid                |                    |
| ------------------ | ---------------------- | -------------------------- | ------------------ | ------------------ |
| 1.                 | Cian Uijtdebroeks      | Team Visma \| Lease a Bike | 28t 18' 44"        |                    |
| 2.                 | Antonio Tiberi         | Bahrain Victorious         | + 21"              |                    |
| 3.                 | Thymen Arensman        | Ineos Grenadiers           | + 1' 28"           |                    |
| 4.                 | Alex Baudin            | Decathlon-AG2R La Mondiale | + 2' 32"           |                    |
| 5.                 | Filippo Zana           | Team Jayco AlUla           | + 3' 10"           |                    |
| 6.                 | Georg Steinhauser      | EF Education-EasyPost      | + 4' 23"           |                    |
| 7.                 | Davide Piganzoli       | Team Polti Kometa          | + 5' 27"           |                    |
| 8.                 | Giovanni Aleotti       | Bora-Hansgrohe             | + 9' 51"           |                    |
| 9.                 | Mauri Vansevenant      | Soudal Quick-Step          | + 17' 02"          |                    |
| 10.                | Valentin Paret-Peintre | Decathlon-AG2R La Mondiale | + 19' 15"          |                    |

#### Holdkonkurrencen
| Holdkonkurrence | Holdkonkurrence               | Holdkonkurrence | Holdkonkurrence |
| Hold            | Hold                          | Tid             |                 |
| --------------- | ----------------------------- | --------------- | --------------- |
| 1.              | Decathlon-AG2R La Mondiale    | 85t 03' 12"     |                 |
| 2.              | Ineos Grenadiers              | + 1' 20"        |                 |
| 3.              | Astana Qazaqstan Team         | + 9' 23"        |                 |
| 4.              | Bora-Hansgrohe                | + 16' 05"       |                 |
| 5.              | UAE Team Emirates             | + 18' 06"       |                 |
| 6.              | EF Education-EasyPost         | + 21' 01"       |                 |
| 7.              | VF Group-Bardiani CSF-Faizané | + 21' 17"       |                 |
| 8.              | Bahrain Victorious            | + 33' 51"       |                 |
| 9.              | Soudal Quick-Step             | + 34' 56"       |                 |
| 10.             | Movistar Team                 | + 36' 41"       |                 |